# スポルトパルク・カールヘイデ
ヘミーンテライク・スポルトパルク・カールヘイデ (Gemeentelijk Sportpark Kaalheide)は、オランダ・リンブルフ州ケルクラーデにある多目的スタジアム。1952年から2000年までローダJCがホームスタジアムとして使用していた。

## 概要
1952年のオープン当初から2000年までローダJCがホームスタジアムとして使用していたが、老朽化に伴い2000年に竣工したパルクスタット・リンブルフ・スタディオンへと移転。
現在は、ローダのトレーニンググラウンドとして活用されており、陸上トラックが併設されていることから陸上競技にも使用されている。